# Gram (virksomhed)
 For alternative betydninger, se Gram. (Se også artikler, som begynder med Gram)
Gram A/S er en dansk virksomhed med hovedkontor i Vojens, som producerer forskellige hvidevarer.
Virksomheden blev stiftet i 1901 som maskinfabrik af Hans Gram. I 1907 indgik han partnerskab med sin bror, Aage Gram, hvorefter de producerede maskiner til mælkeindvejning på mejerier. For at dække et voksende behov konstruerede de et køleanlæg, der hurtigt blev virksomhedens hovedprodukt. I løbet af 1950'erne begyndte virksomheden at masseproducere køleskabe og frysere.
I 1999 solgtes familiefondens aktier til VT Holding, der i 2005 solgte til den polske virksomhed Amica Wronki S.A, som i dag viderefører navn og produkter.
- Museum på Danmarksgade i Vojens
- Gammel kølekompressor ved Danmarksgade i Vojens